# Koganeyuki
『koganeyuki』（コガネユキ）は、2009年公開の短編映画。
古新舜短編三部作の三作目。主演は倉科カナ、天野浩成、栗原瞳。万葉集をテーマに描かれた恋愛ストーリーで、倉科カナ初の短編映画主演作。出資から制作、配給までを監督自身が全て手がけたインディペンデント映画。

## ストーリー
服飾店で働く里佳は恋人で文学者の良平を亡くして失意の中にいた。そんな中、偶然店に運ばれてきたマネキンが死んだ良平にそっくりで、彼女はマネキンに彼との想い出を重ね合わせていく。

## キャスト
- 倉科カナ - 里佳
- 天野浩成 - 良平
- 栗原瞳 - 店長
- 若林立夫 - 刑事